# 台積電青年學生文學獎
台積電青年學生文學獎為台積電文教基金會與聯合報副刊於2004年共同舉辦的文學獎。該獎的主要徵件內容以短篇小說、散文、新詩三項為主。

## 參賽資格
該獎項針對國內16歲至20歲的高中職（含五專前3年）學生進行徵稿。

## 獎項內容
各組別分有首獎、二獎、三獎各一名，以及優勝獎五名。
（1）短篇小說組：首獎三十萬元；二獎十五萬元；三獎六萬元；優勝獎各一萬五千元。
（2）散文組：首獎十五萬元；二獎十萬元；三獎五萬元；優勝獎各一萬二千元。
（3）新詩組：首獎十萬元；二獎六萬元；三獎三萬元；優勝獎各一萬元。
得獎者除獎金外，另會獲贈獎座或獎牌。

## 外部連結
- 官方网站
- 台積電青年學生文學獎的Facebook專頁